# 강동구 (축구 선수)
강동구(姜冬求, 1983년 8월 4일~)는 대한민국의 전 축구 선수로서 포지션은 수비수였다.

## 같이 보기
- 대한민국의 축구
- 대한민국의 축구단 목록